# Leonardo Márquez Araujo
Leonardo Márquez Araujo (8 janvier 1820 Mexico, Mexique – 5 juillet 1913 La Havane, Cuba) est un homme politique mexicain et est président du Conseil des ministres du Mexique,et général de division pendant le gouvernement constitutionnel de l'Empire Mexicain de Maximilien Ier ,.